# Macromia celaeno
Macromia celaeno – gatunek ważki z rodziny Macromiidae.